# Gymnopilus maritimus
Gymnopilus maritimus es un hongo de la familia Cortinariaceae, identificado como especie por primera vez en 2006 al norte de Cerdeña, y descrito en 2009.
A partir de su micelio se desarrollan setas robustas de un color anaranjado rojizo, con un sombrero semiesférico de hasta 70 mm de diámetro, cubierto de fibrillas anaranjadas y, a veces, de pequeñas escamas. El pie es amarillento, cilíndrico, llega hasta los 110 mm de largo y 8 mm de diámetro, y en ocasiones presenta restos del velo parcial. Tiene láminas pegadas al pie, que son amarillas en las setas jóvenes y de color herrumbroso oscuro en las setas maduras, a causa de la esporada desprendida de los basidios. Las esporas miden de 7,5 a 11,5 µm de longitud y son de color ocre rojizo oscuro. La trama o carne es amarilla, y tiene un gusto ligeramente amargo. 
Este basidiomiceto es más similar en apariencia a G. fulgens, y biogeográficamente y ecológicamente, a G. arenophilus, aunque no existe una relación taxonómica cercana entre el primero y los otros dos, lo que sugiere que son casos de evolución convergente. Está más relacionado con G. spectabilis y especies afines, aunque no es particularmente similar a ninguno de sus parientes más cercanos.
Gymnopilus maritimus solo se ha encontrado en dunas costeras cerca de Olbia, en Cerdeña, donde crece en suelos arenosos cerca de la base de juncos marinos o sobre plantas en descomposición, entre los meses de octubre y enero. Sin embargo, se sospecha que también existe en otras regiones de Europa, ya que al tratarse de un organismo saprótrofo puede desarrollarse sobre otros sustratos.

## Taxonomía
|  | \| \| Gymnopilus underwoodii \| \| \| \| \| \| Gymnopilus validipes \| \| \| \| |
|  |                                                                                 |
|  | Gymnopilus flavus                                                               |
|  |                                                                                 |
|  | Gymnopilus underwoodii                                                          |
|  |                                                                                 |
|  | Gymnopilus validipes                                                            |
|  |                                                                                 |

|  | Gymnopilus underwoodii |
|  |                        |
|  | Gymnopilus validipes   |
|  |                        |

|  | \| \| Gymnopilus imperialis \| \| \| \| \| \| Gymnopilus spectabilis \| \| \| \| |
|  |                                                                                  |
|  | Gymnopilus maritimus                                                             |
|  |                                                                                  |
|  | Gymnopilus imperialis                                                            |
|  |                                                                                  |
|  | Gymnopilus spectabilis                                                           |
|  |                                                                                  |

|  | Gymnopilus imperialis  |
|  |                        |
|  | Gymnopilus spectabilis |
|  |                        |

|  | \| \| Gymnopilus underwoodii \| \| \| \| \| \| Gymnopilus validipes \| \| \| \| |
|  |                                                                                 |
|  | Gymnopilus flavus                                                               |
|  |                                                                                 |
|  | Gymnopilus underwoodii                                                          |
|  |                                                                                 |
|  | Gymnopilus validipes                                                            |
|  |                                                                                 |

|  | Gymnopilus underwoodii |
|  |                        |
|  | Gymnopilus validipes   |
|  |                        |

|  | \| \| Gymnopilus imperialis \| \| \| \| \| \| Gymnopilus spectabilis \| \| \| \| |
|  |                                                                                  |
|  | Gymnopilus maritimus                                                             |
|  |                                                                                  |
|  | Gymnopilus imperialis                                                            |
|  |                                                                                  |
|  | Gymnopilus spectabilis                                                           |
|  |                                                                                  |

|  | Gymnopilus imperialis  |
|  |                        |
|  | Gymnopilus spectabilis |
|  |                        |

|  | \| \| Gymnopilus underwoodii \| \| \| \| \| \| Gymnopilus validipes \| \| \| \| |
|  |                                                                                 |
|  | Gymnopilus flavus                                                               |
|  |                                                                                 |
|  | Gymnopilus underwoodii                                                          |
|  |                                                                                 |
|  | Gymnopilus validipes                                                            |
|  |                                                                                 |

|  | Gymnopilus underwoodii |
|  |                        |
|  | Gymnopilus validipes   |
|  |                        |

|  | \| \| Gymnopilus imperialis \| \| \| \| \| \| Gymnopilus spectabilis \| \| \| \| |
|  |                                                                                  |
|  | Gymnopilus maritimus                                                             |
|  |                                                                                  |
|  | Gymnopilus imperialis                                                            |
|  |                                                                                  |
|  | Gymnopilus spectabilis                                                           |
|  |                                                                                  |

|  | Gymnopilus imperialis  |
|  |                        |
|  | Gymnopilus spectabilis |
|  |                        |

|  | \| \| Gymnopilus underwoodii \| \| \| \| \| \| Gymnopilus validipes \| \| \| \| |
|  |                                                                                 |
|  | Gymnopilus flavus                                                               |
|  |                                                                                 |
|  | Gymnopilus underwoodii                                                          |
|  |                                                                                 |
|  | Gymnopilus validipes                                                            |
|  |                                                                                 |

|  | Gymnopilus underwoodii |
|  |                        |
|  | Gymnopilus validipes   |
|  |                        |

|  | \| \| Gymnopilus imperialis \| \| \| \| \| \| Gymnopilus spectabilis \| \| \| \| |
|  |                                                                                  |
|  | Gymnopilus maritimus                                                             |
|  |                                                                                  |
|  | Gymnopilus imperialis                                                            |
|  |                                                                                  |
|  | Gymnopilus spectabilis                                                           |
|  |                                                                                  |

|  | Gymnopilus imperialis  |
|  |                        |
|  | Gymnopilus spectabilis |
|  |                        |

Gymnopilus maritimus fue descrito por primera vez por los micólogos Laura Guzmán-Dávalos —especialista en el género Gymnopilus—, Antonio Ortega, Marco Contu y Alfredo Vizzini en 2009, en un artículo de la publicación Mycological Progress. La descripción se basó en especímenes recolectados durante un trabajo de campo llevado a cabo por Contu en Cerdeña entre enero de 2006 y 2007. Más tarde, Contu y Vizzini publicaron en la revista Micologia e Vegetazione Mediterranea la descripción en italiano, junto a la de G. purpureosquamulosus, dado que era difícil para los no especialistas obtener las publicaciones originales en inglés. El nombre específico «maritimus» se refiere al hábitat típico de las dunas costeras en donde crece, bien en suelo arenoso o sobre juncos marinos (Juncus maritimus) en descomposición.
Dentro del género Gymnopilus, la especie se ubica en el subgénero homónimo, que agrupa las especies con setas cuyo velo no está bien desarrollado o no forma un anillo, y en la sección Macrospori, propuesta por Guzmán-Dávalos en 1995 para agrupar las especies con esporas grandes. Un análisis filogenético con datos moleculares reveló que G. maritimus comparte un ancestro inmediato con el clado spectabilis–imperialis, que incluye a G. imperialis, G. spectabilis, G. junonius —considerado a veces un sinónimo de G. spectabilis—, G. pampeanus y otros. Gymnopilus maritimus comparte varias características con las especies de dicho clado —pese a que su sombrero es más pequeño—, entre ellas, tener setas robustas que pueden tener escamas y con esporas grandes y verrugas de buen tamaño, que se vuelven rojas en reactivo de Melzer o solución de Lugol.

## Descripción
El sombrero de G. maritimus mide entre 15 y 70 mm de diámetro y es convexo o plano-convexo, pero nunca completamente aplanado. El centro del sombrero a veces presenta un umbo, hundido en especímenes maduros. El borde del sombrero es ondulado y su superficie es fibrosa y seca, de color rojizo a anaranjado rojizo, con un tinte amarillo cerca del borde. Está cubierto de fibrillas anaranjadas y a veces presenta pequeñas escamas. Al aplicar hidróxido de potasio al sombrero ya seco se torna negro rojizo. El pie mide de 35 a 110 mm de largo y de 4 a 8 mm de ancho. Está adherido al centro del sombrero, es de forma cilíndrica o un poco más delgada cerca de la base, donde a veces puede verse el micelio, de color blanco o crema. Posee una textura seca y fibrosa y es de color amarillo, pero vira completamente a un tono café rojizo al ser manipulado sin cuidado.
Los restos del velo parcial apenas son visibles en el pie y no forman anillos. La carne puede medir más de 11 mm de grosor en el sombrero. Es de color amarillo —café en la parte de abajo del pie— y no cambia de color cuando se aprieta, pero se vuelve de color café al secarse. Gymnopilus maritimus no posee ningún olor característico y su sabor es suave o un poco amargo. Las láminas son gruesas y pueden ser adheridas —conectadas al pie por una parte ancha— o sinuadas —con una cavidad donde se unen con el pie—. Son subdistantes, es decir, no están ni muy juntas ni separadas entre sí, y son más anchas en la parte central. En los especímenes jóvenes son amarillas, pero a medida que envejecen adquieren un tono ocre que finalmente se transforma en un color herrumbroso. Además, bajo una presión excesiva se manchan de un tono marrón anaranjado o más oscuro. Los bordes de las láminas son más claros.

### Características microscópicas
Gymnopilus maritimus deja una esporada de un color ferruginoso. Las basidiosporas pueden medir de 7,5 a 11,5 μm de largo, pero alcanzan comúnmente un tamaño entre los 8 y 10,5 μm. En cuanto al ancho, suelen medir de 5,5 a 7,5 μm, pero algunas llegan a los 8 μm. Su forma es elipsoidal y algo redondeada en la parte opuesta al hilum —el área donde la espora se une al esterigma—. Las esporas están cubiertas con verrugas relativamente grandes, que miden entre 0,5 y 2 μm. Las esporas no presentan poro germinal ni placa suprahilar y no hay una depresión por encima del hilum. Adquieren una tonalidad anaranjada amarillenta en hidróxido de potasio, y un tono ferruginoso en reactivo de Melzer y solución de Lugol, pero no son metacromáticas, es decir, no enrojecen en azul de cresil.
Los basidios presentan una longitud  de 24 a 35 μm y una anchura de 7 a 9 μm, que alcanza a veces los 10,5 μm. Son claviformes, algo estrechos en la parte central, y traslúcidos, con un contenido de coloración amarilla o marrón amarillenta. Los esterigmas miden de 1,6 a 7 μm de longitud. Los queilocistidios, o cistidios en los bordes de las láminas, miden de 30 a 40 μm de largo, aunque a veces llegan a los 50 μm, y entre 6 y 10,5 μm de ancho. Tienen forma de licorera o bota, a veces ensanchada en la parte superior, con paredes finas, traslúcidas o amarillentas y contenidos de aspecto granuloso. Los caulocistidios —los cistidios del estípite— se agrupan en la parte superior del pie y tienen dimensiones de 24 a 60 μm por 3 a 9 μm. Son cilíndricos y con forma de licorera, a veces de cuello largo; al igual que los queilocistidios, son amarillentos o traslúcidos.
Las hifas, de color amarillento, miden entre 13,5 y 15 μm de ancho y sus paredes son de espesor variable. El septo —la pared que divide las células individuales de las hifas— presenta fíbulas. La trama del píleo se compone de hifas de entre 2,4 y 20 μm de ancho dispuestas en forma radial. La piliepelis, la capa de hifas más externa del pileo, es un cutis —hifas postradas—, aunque en las escamas y en los especímenes más viejos forma un tricodermo —hifas erectas—.

### Especies similares

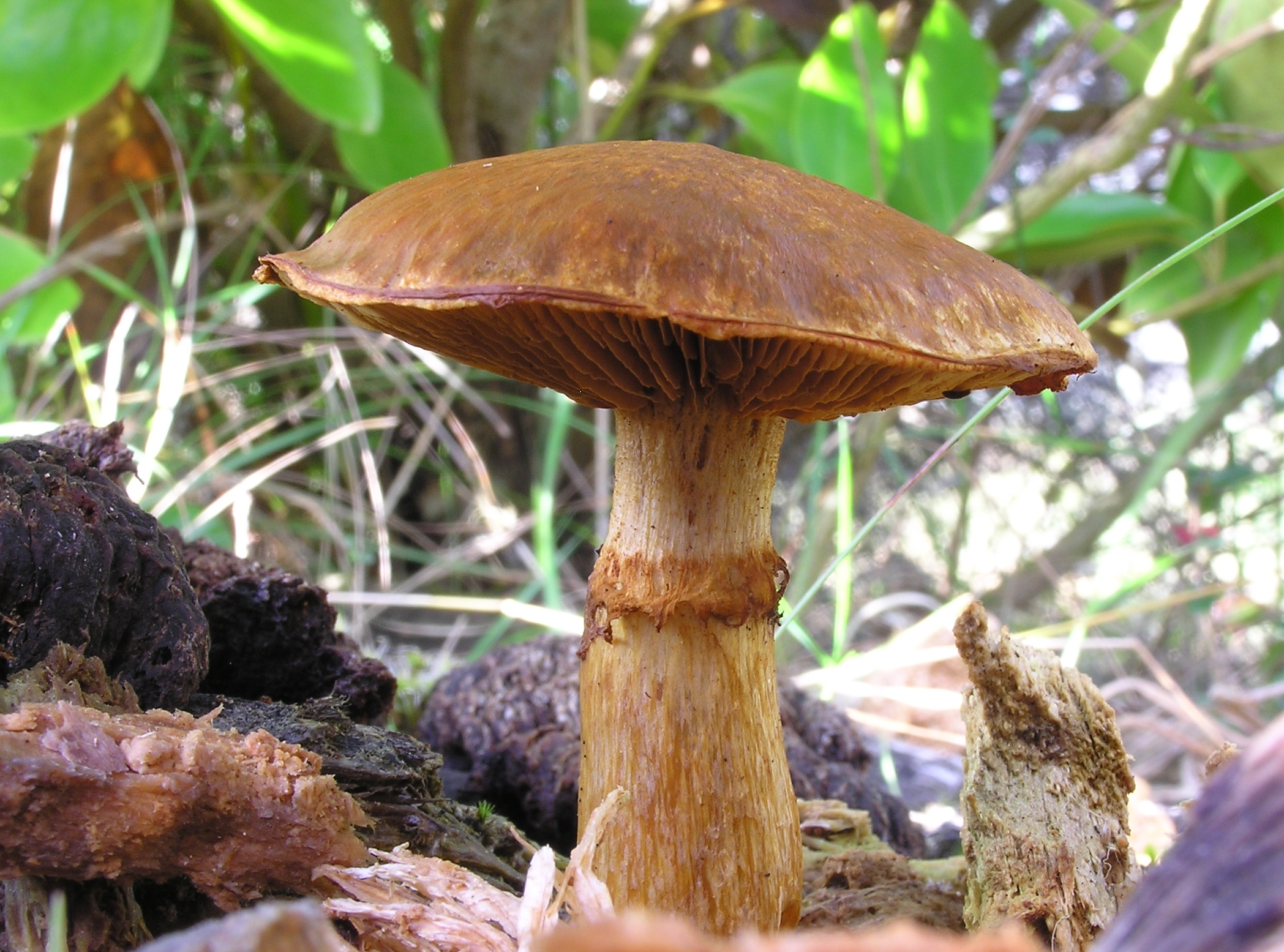
Pese a estar relacionados, G. junonius (en la imagen) difiere de G. maritimus en varios aspectos, como por ejemplo la presencia de un anillo bien desarrollado.

Existen cinco especies con características similares a G. maritimus: G. arenophilus, G. decipiens, G. flavus, G. fulgens y G. pseudofulgens. De entre ellas, es más parecida a G. arenophilus, con la que comparte aspectos biogeográficos y ecológicos, y G. fulgens, a la que más se asemeja en aspecto.  A pesar de las similitudes, los resultados de un análisis filogenético con datos moleculares situaron a las tres especies en diferentes clados dentro del género Gymnopilus, lo que sugiere una convergencia ecológica entre G. maritimus y G. arenophilus, y una convergencia morfológica entre G. maritimus y G. fulgens.
Si bien G. maritimus y G. arenophilus tienen un hábitat parecido, presentan diferencias morfológicas: mientras que G. maritimus posee un sombrero cubierto de fibrillas que pueden formar pequeñas escamas, el de G. arenophilus puede ser completamente liso o con algunas fibrillas. La forma y ornamentación de las esporas también es diferente; en G. arenophilus las esporas son más angostas, con verrugas más pequeñas. Las esporas de G. maritimus y G. fulgens son similares; sin embargo, G. fulgens requiere un suelo rico en turba y solo crece entre musgo. Entre las diferencias morfológicas entre estas dos especies destacan los sombreros más grandes de G. maritimus, el estipe de G. fulgens sin restos del velo parcial, la forma de la parte superior de las esporas y el mayor tamaño de los queilocistidios en G. maritimus. Por otra parte, G. fulgens var. luteicystis posee basidiosporas más pequeñas y crece en un hábitat diferente.
Gymnopilus maritimus se diferencia de G. flavus, a pesar de que ambas habitan cerca del Mediterráneo, en que esta última crece entre la hierba, especialmente entre la especie Dactylis glomerata. Además posee esporas distintivamente más pequeñas, que miden 5-6 μm por 3,5-4,2 μm. G. pseudofulgens, también presente en Italia, se diferencia morfológicamente por su setas más pequeñas y sus esporas de forma diferente, con verrugas de menor tamaño. G. decipiens, otra especie que puede crecer en suelo arenoso, tiene esporas muy diferentes. G. arenicola también se encuentra en este tipo de sustrato, las esporas son más pequeñas que las de G. maritimus. Las otras especies de Gymnopilus presentes en el Mediterráneo son G. corsicus y G. spadiceus. La primera no tiene residuos de velo en el estípite y posee esporas que no se vuelven rojas en reactivo de Melzer o solución de Lugol, así que se diferencia fácilmente de G. maritimus. La segunda se asemeja más a G. maritimus, pero solo crece en madera de pino y posee esporas oblongas.
Gymnopilus maritimus presenta rasgos claramente distintivos, a pesar de su cercana relación genética con otras especies de su clado, que se caracterizan por crecer sobre plantas en descomposición y estípites con anillos completamente desarrollados. Además, las esporas de G. junonius, G. spectabilis —a veces considerados sinónimos— y G. pampeanus son más estrechas, mientras que las de G. imperialis son más anchas. Del resto de las especies del clado, solo G. junonius y G. espectabilis crecen en Europa.

## Hábitat y distribución
Se han identificado ejemplares de Gymnopilus maritimus únicamente en su localidad tipo: Pittulongu, una zona de Olbia, en Cerdeña, Italia. Los hongos se encontraron en tres sitios diferentes, agrupados (disposición gregaria) o esparcidos (disposición cespitosa), en dunas de arena costeras a una elevación aproximada de 10 m s. n. m.. Crecen en la base de juncos marinos vivos, sobre suelo arenoso y plantas en descomposición. Al alimentarse de forma saprotrófica, es posible que la especie pueda crecer sobre otros sustratos. Aparecen en otoño e invierno, desde finales de octubre hasta enero. Contu y Vizzini especularon que los ejemplares de G. fulgens observados en brezales dunares en Gran Bretaña, un hábitat inusual para esta especie, podrían tratarse en realidad de G. maritimus.

## Valoraciones posteriores
Luego de la publicación del trabajo de Guzmán-Dávalos y colaboradores (2009), Gymnopilus maritimus fue validada como especie e incluida en el catálogo de especímenes tipo depositado en el herbario de la Universidad de Granada. De los 49 taxones analizados, G. maritimus fue uno de los 34 aceptados en su posición original, en tanto que otros taxones fueron combinados dentro de otros rangos, o resultaron ser sinónimos de especies descriptas previamente.
La secuencia génica de G. maritimus en la región de espaciadores transcritos internos se utilizó para la elaboración de un árbol filogenético de máxima verosimilitud referido a hongos de plántulas de especies cítricas.